# 椴树科
椴树科（学名：Tiliaceae）是个过时的分类，现在是锦葵科（Malvaceae）的异名。

## 历史
传统上，本科共有50属约450余种，广泛分布在全球热带和北温带地区，中国有12属，94种，分布在全国各地。
椴树科植物一般为乔木或灌木，也有部分为草本，单叶常互生，有小托叶；花小，花萼5，花瓣5或缺，基部常有腺体；果实为蒴果、核果或浆果。
1981年的克朗奎斯特分类法将本科列入锦葵目，1998年根据基因亲缘关系分类的APG 分类法和2003年经过修订的APG II 分类法不承认这个科，将本科合并到锦葵科，其中只有核心的3个属可被归类为单系群的椴树亚科（Tilioideae），其他被分拆到杯萼亚科（Brownlowioideae）、扁担杆亚科（Grewioideae）等不同的演化支上。

## 内部分类
传统上所包括的部分属如下：
- 六翅木属（Berrya）
- 柄翅果属（Burretiodendron）
- 一担柴属（Colona）
- 田麻属（Corchoropsis）
- 黄麻属（Corchorus）
- 滇桐属（Craigia）
- 蚬木属（Excentrodendron）
- 扁担杆属（Grewia）
- 海南椴属（Hainania）
- 破布叶属（Microcos）
- 斜翼属（Plagiopteron）
- 椴树属（Tilia）
- 刺蒴麻属（Triumfetta）